# Livraria Schmidt Editora
A Livraria Schmidt Editora foi uma livraria e editora brasileira, localizada no Rio de Janeiro, que esteve em atividade de 1930 a 1939, e que anteriormente teve o nome de Livraria Católica.

## Histórico
A Livraria Schmidt foi fundada em 1930 pelo poeta Augusto Frederico Schmidt, na Rua Sachet, nº 27, com o nome Livraria Católica. Schmidt logo se tornou o principal editor da geração modernista da época.
O modernismo, vinculado ao nacionalismo, ganhara implicações religiosas, quando o catolicismo renasceu, como uma contestação ideológica. Tal renascimento pode ser decorrente do período de 2 anos antes, quando houve a trágica morte de Jackson de Figueiredo, houve a conversão de Alceu Amoroso Lima e houve o primeiro feito político do movimento: a reintrodução do ensino religioso nas escolas públicas de Minas Gerais.
A Livraria Católica logo se tornou ponto de encontro da elite intelectual da época, com freqüentadores como Manuel Bandeira, Afonso Arinos de Melo Franco, Hamilton Nogueira, Sobral Pinto e Alceu Amoroso Lima, e ficaram conhecidos como o “Círculo Católico”. Defendiam, principalmente, a convicção de que o artista deve se preocupar com questões de teoria política e social, e a defesa de uma literatura engajada.
Schmidt não era, porém, ideologicamente inflexível, e acabou mudando o nome da livraria, tirando a palavra “católica” e a denominando apenas Livraria Schmidt Editora. Seu primeiro lançamento foi “Oscarina”, uma coletânea de contos sobre a classe inferior urbana e a vida militar. O autor era Eddy Dias da Cruz, caixeiro viajante de 24 anos que assinava Marques Rebelo. Em seguida, Schmidt lançou o 1º livro do ainda mais jovem Octavio Faria, de 23 anos, “Maquiavel e o Brasil”. O 3º livro publicado por Schmidt foi “A Mulher que fugiu de Sodoma”, de José Geraldo Vieira, e em 1931, lançou “O País do Carnaval”, de Jorge Amado.
Após 1934, houve um gradativo declínio da Schmidt, e em 1939 foi absorvida e suas instalações foram adquiridas por Zélio Valverde, de cuja firma Schmidt se tornou sócio.

## Lista parcial de obras
- “Outubro de 1930”, Virgílio de Melo Franco (irmão de Afonso Arinos)
- “O Inconfidente Cláudio Manuel da Costa” e “As Cartas Chilenas”, Caio Melo Franco (também irmão de Afonso Arinos), 1931
- “Alberto Torres e o tema de nossa geração”, Cândido Motta Filho, 1931
- “Debates Pedagógicos”, de Alceu Amoroso Lima
- “João Miguel”, Raquel de Queirós, 1933
- "Hamleto (Hamlet)" , Tristão da Cunha, 1933
- “Caetés”, Graciliano Ramos, 1933
- “A Introdução à Realidade Brasileira”, Afonso Arinos Melo Franco, 1933
- “Casa Grande e Senzala”, Gilberto Freyre, 1933
- “Maleita”, Lúcio Cardoso, 1934

Coleção Azul:
- A Desordem, Virgílio de Santa Rosa.1932.
- A Gênese da Desordem, de Alcindo Sodré, 1932
- O Sentido do Tenentismo, de Virgílio de Santa Rosa, 1932
- O Brasil Errado, de Martins de Almeida, 1932
- O que é o Integralismo?, Plínio Salgado, 1933
- A psicologia da revolução, Plínio Salgado, 1933
- Na revolução de 1930, de Estevão Leitão de Carvalho, 1933